# Horitzó cosmològic

L'horitzó cosmològic és un problema que afecta el model cosmològic del big-bang que va ser identificat el 1970. Seria la regió límit de l'espaitemps més enllà de la qual, a causa de la limitació de la velocitat de la llum i les grans distàncies, no pot arribar cap senyal al punt de referència. És a dir, des de la Terra l'horitzó cosmològic seria aquella regió que no es pot examinar directament o indirectament, perquè no hi arriba cap mena d'informació. Té un valor finit i, per tant, hi hauria regions de l'univers prou llunyanes entre si que mai haurien pogut intercanviar informació després del big-bang, per tant es presenta el problema de com fer compatible la radiació còsmica de fons que indicaria que a gran escala l'univers és homogeni i isotròpic amb els models que se'n derivarien de la solució de les equacions de camp d'Einstein.